# Domitia Lucilla Minor
Domitia Lucilla Minor, connue aussi sous le nom de Lucilla ou Domitia Calvilla, est une personnalité  romaine du IIe siècle. Elle est la fille de Publius Calvisius Ruso Tullus et de Domitia Lucilla Maior, ce qui fait d'elle une des plus riches héritières sous le règne d'Hadrien. De son union avec Marcus Annius Verus, elle met au monde Marc Aurèle.

## Famille

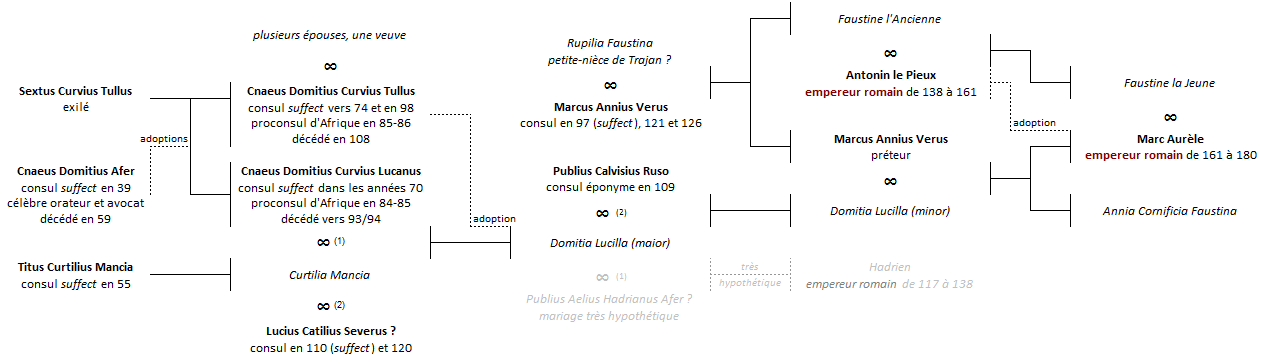
La famille des Domitia Lucilla (maior et minor, mère et fille), à l'époque des Antonins. Arbre non exhaustif.

### Ascendance
Son grand-père maternel est Cnaeus Domitius Curvius Lucanus, consul suffect sous Vespasien. Sa mère est ensuite adoptée par le frère de Lucanus, Cnaeus Domitius Curvius Tullus, deux fois consulaire. Lucanus décède vers 93/94. Curtilia Mancia, veuve de Lucanus, épouse vraisemblablement en secondes noces Lucius Catilius Severus. Tullus meurt sûrement en l'an 108 ou au début de l'année suivante, date du testament épigraphique dit « de Dasumius », qui lui est parfois attribué, et de la lettre de Pline le Jeune se référant à son testament. À la mort du dernier des deux frères, Domitia Maior hérite de la moitié de l'immense fortune, provenant de son grand-père maternel, Curtilius Mancia, de son père Lucanus, de son oncle et père adoptif Tullus, héritiers eux-mêmes d'un père adoptif richissime, Domitius Afer, dont ils ont su faire fructifier les biens,,.
Son père est Publius Calvisius Ruso, consul éponyme en 109 sous le nom de Publius Calvisius Tullus Ruso ; l'ajout de Tullus dans son nom ferait suite à l'héritage,. Lucilla Minor hérite de l'immense fortune de ses parents.

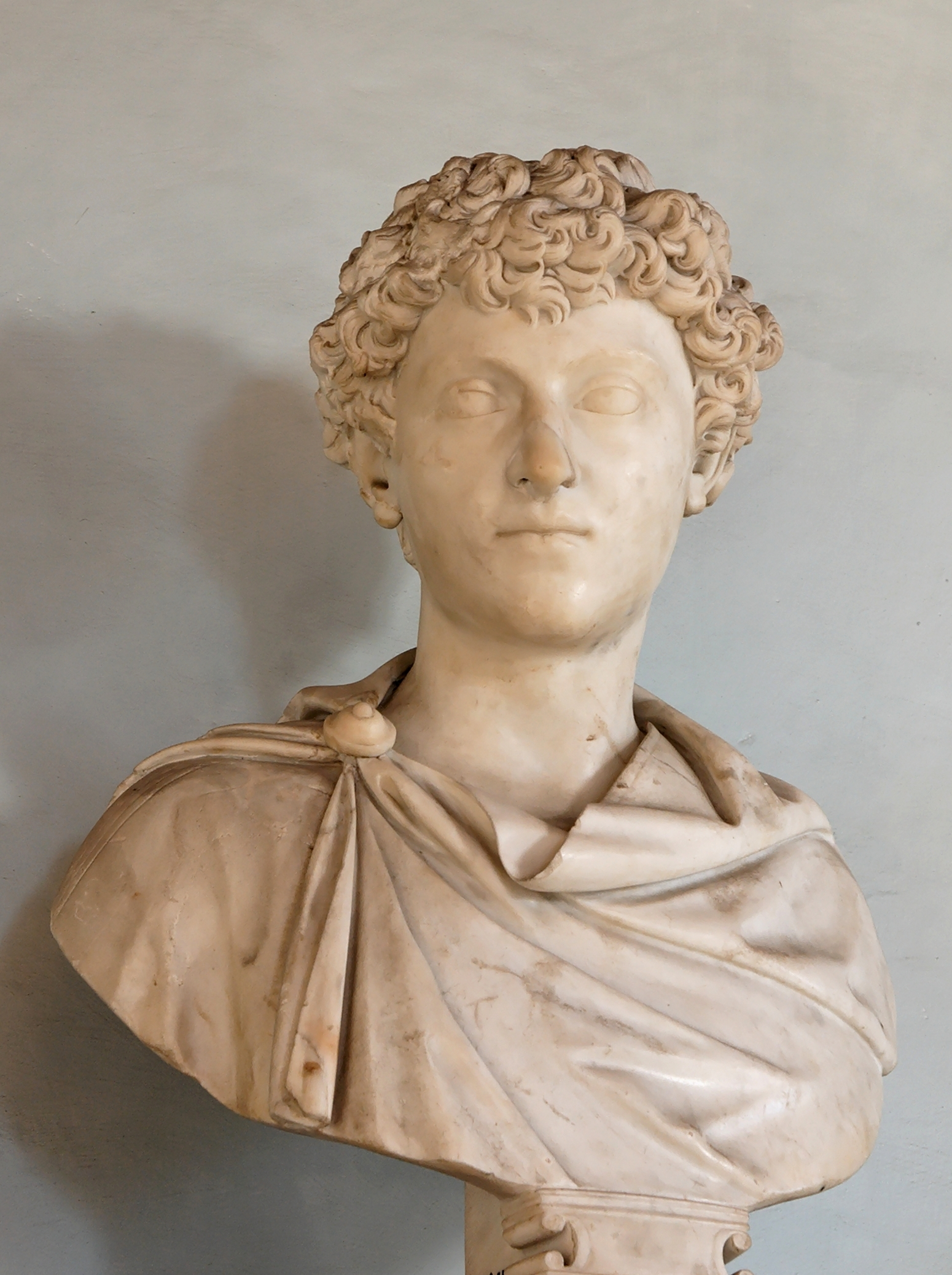
Marc Aurèle adolescent.

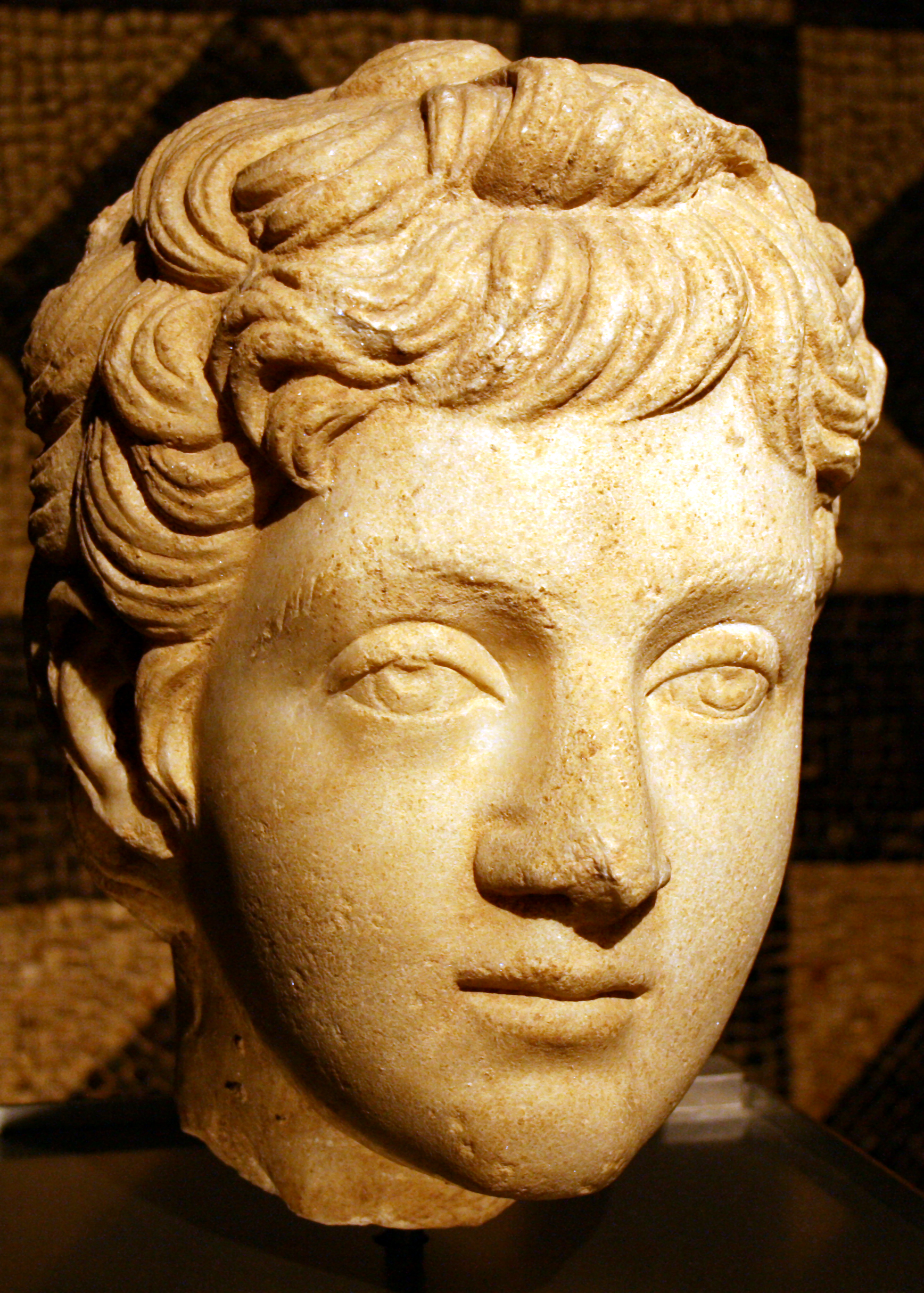
Commode jeune.

### Descendance
Vers 118, elle épouse Marcus Annius Verus. Il est le fils de Marcus Annius Verus, triple consulaire (suffect en 97, éponyme en 121 et 126) et proche d'Hadrien, et le petit-fils d'un Marcus Annius Verus, sénateur prétorien sous Néron. Sa mère est Rupilia Faustina, vraisemblablement une petite-nièce de Trajan. En effet, elle serait la fille d'un troisième et dernier mariage de Salonina Matidia, la nièce de Trajan et belle-mère d'Hadrien.
Sa belle-sœur est donc Faustine l'Ancienne, épouse d'Antonin le Pieux et impératrice romaine divinisée.
Lucilla et Verus ont deux enfants qui atteignent l'âge adulte, le futur empereur Marc Aurèle, né en 121, et une fille, Annia Cornificia Faustina, née en 123. Verus meurt dès 124 lorsque Marc Aurèle n'a que trois ans. Après sa mort, son père, Marcus Annius Verus, adopte ses enfants Marc Aurèle et Annia Cornificia Faustina,. Il les élève avec Lucius Catilius Severus, leur bisaïeul maternel par alliance.
Dans ses Pensées pour moi-même, Marc Aurèle attribue à sa mère ces qualités : « la piété et la générosité ; l’habitude de s’abstenir non pas seulement de faire le mal, mais même d’en concevoir jamais la pensée ; et aussi, la simplicité de vie, si loin du faste ordinaire des gens opulents ».
Sa nièce, Faustine la Jeune, épousera Marc Aurèle. Les deux cousins ont entre autres pour fils Commode. Elle est donc la grand-mère de ce dernier et a aussi élevé dans sa propre maison un autre futur empereur, Didius Julianus.
Elle décède aux alentours de 155-161, avant que son fils ne devienne empereur. Sa fille épouse Caius Ummidius Quadratus Annianus Verus, consul suffect en 146, et en a deux enfants, Marcus Ummidius Quadratus Annianus, consul éponyme en 167 et Ummidia Cornificia Faustina (en), qui décède avant elle, entre 152 et 158. Son fils, Marc Aurèle, est empereur de 161 à 180. Outre Commode, il a douze autres enfants, dont seulement quatre filles atteignent l'âge adulte.

## Fortune et biens
Domitia Minor hérite donc d'une considérable fortune foncière et notamment d'une importante briqueterie ou tuilerie (latin figlina). Cette industrie est considérée comme une activité agricole, et elle peut donc être gérée par des sénateurs.
Aux Ier et IIe siècles, de très nombreux monuments de Rome sont construits en brique, qui est le matériau de base. Les deux frères et leurs héritières sont vraisemblablement à la tête des fabriques de briques les plus importantes de Rome. De nombreuses briques sont estampillées du nom des frères Domitii, puis de celui de Domitia Lucilla, leur fille et petite-fille, et de leur descendance impériale, notamment au Panthéon et au mausolée d'Hadrien et même aux thermes de Caracalla, puis ceux de Dioclétien. L'entreprise produit des briques qui ont été retrouvées dans tout l'Empire romain.

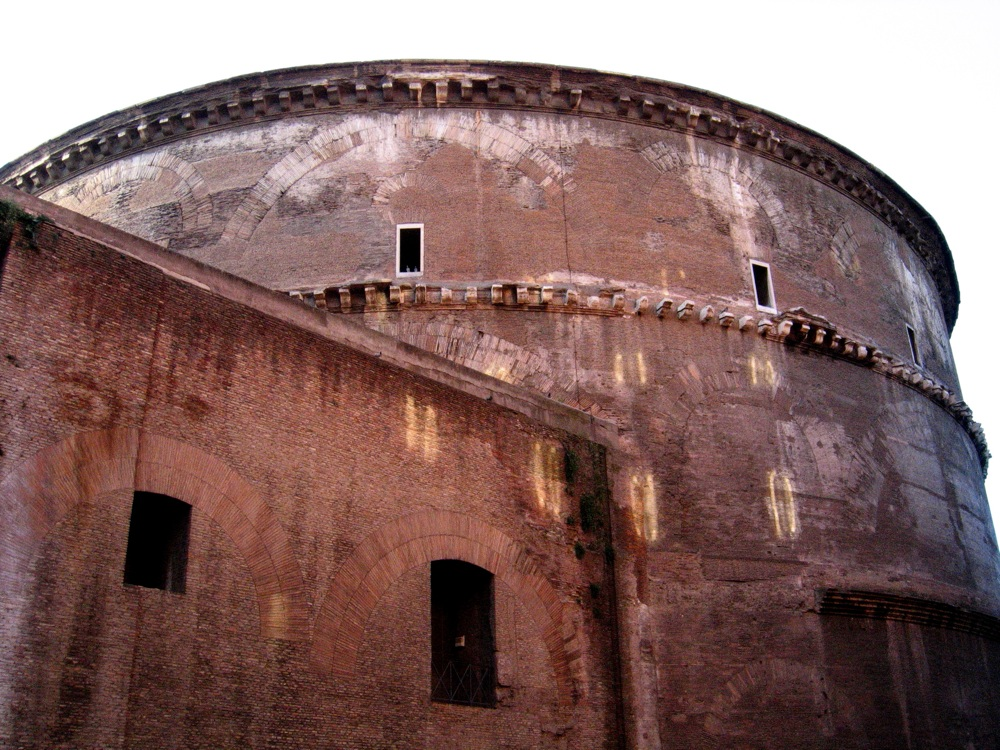
Le Panthéon de Rome
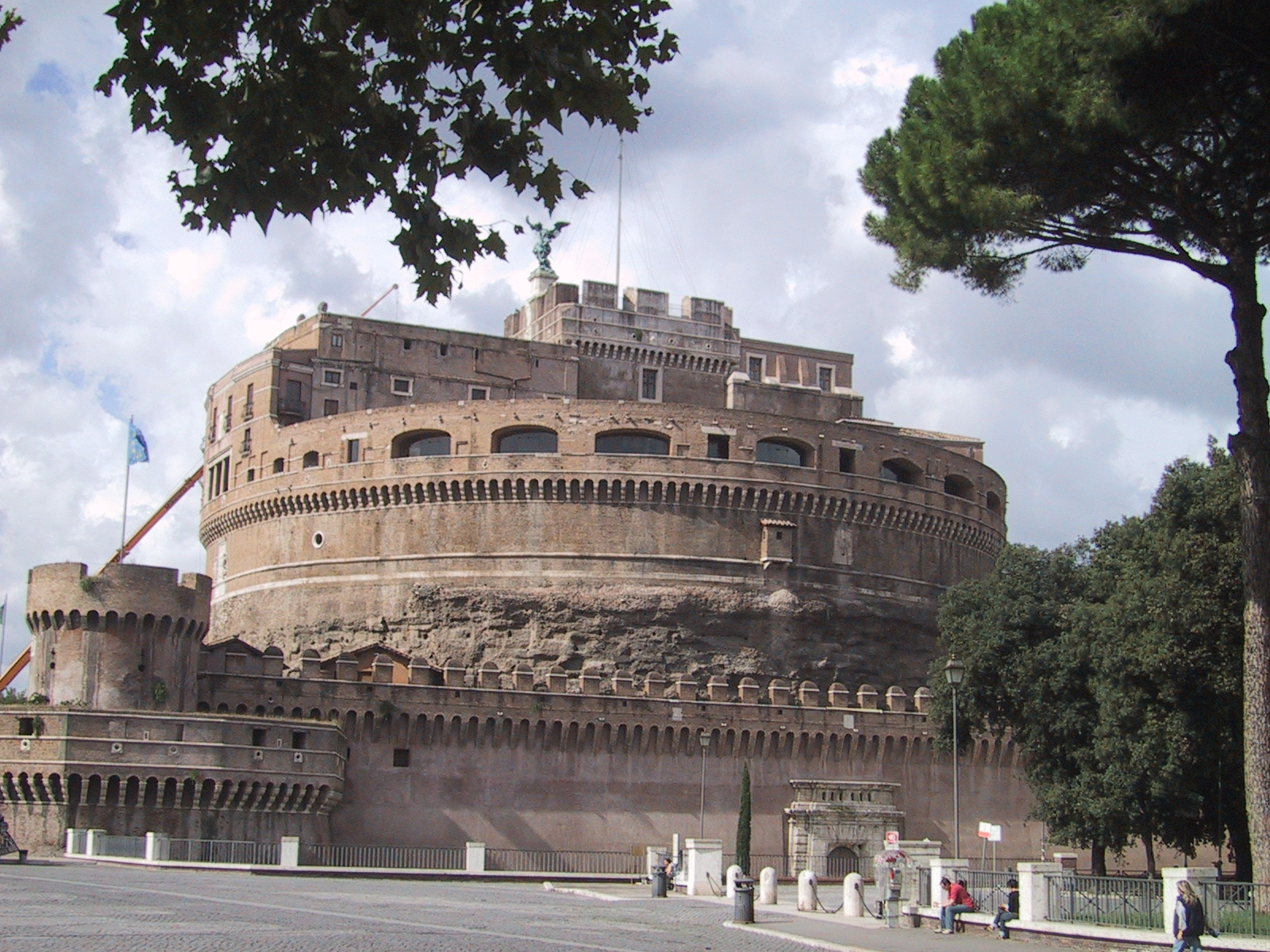
Le mausolée d'Hadrien
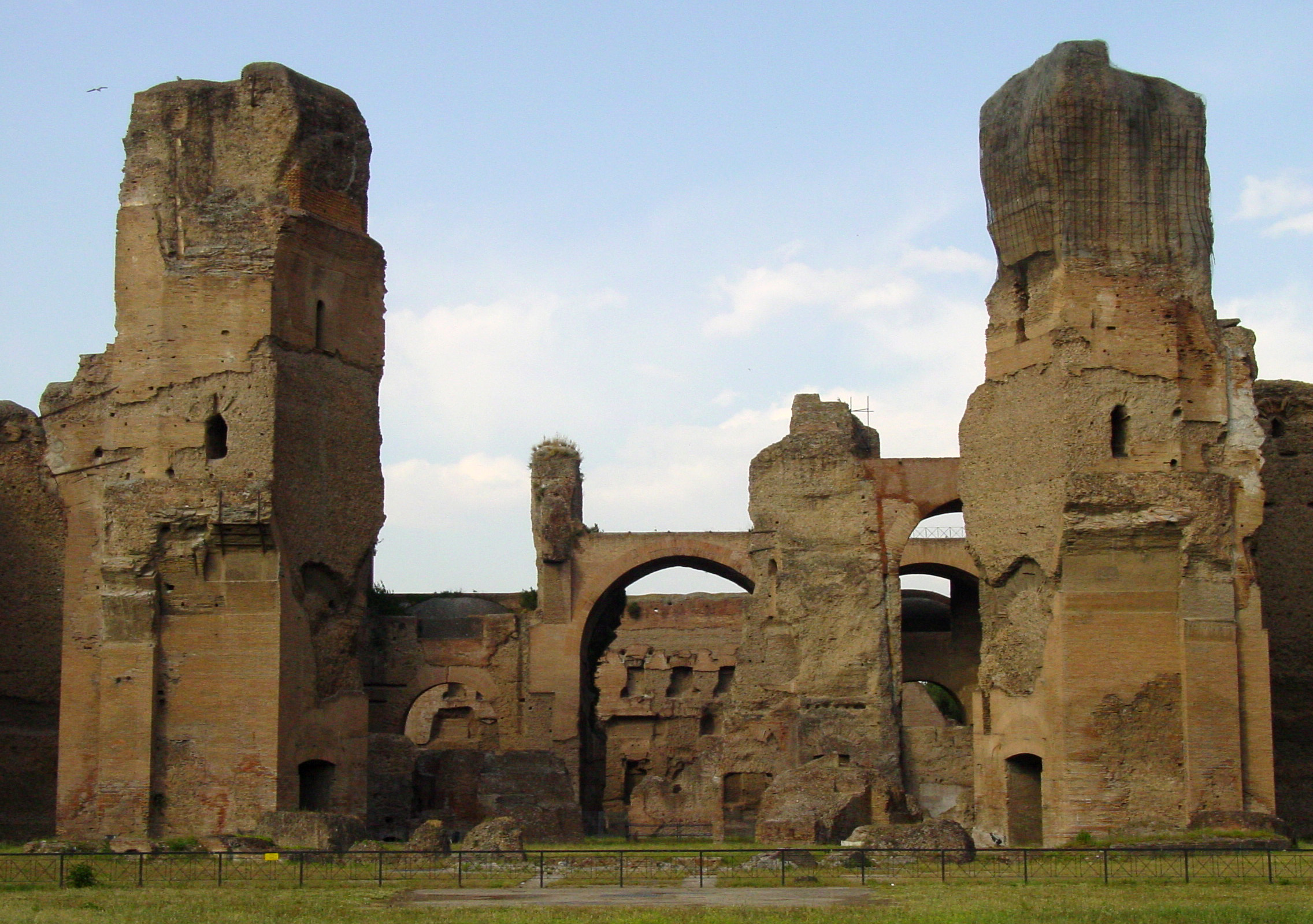
Les thermes de Caracalla
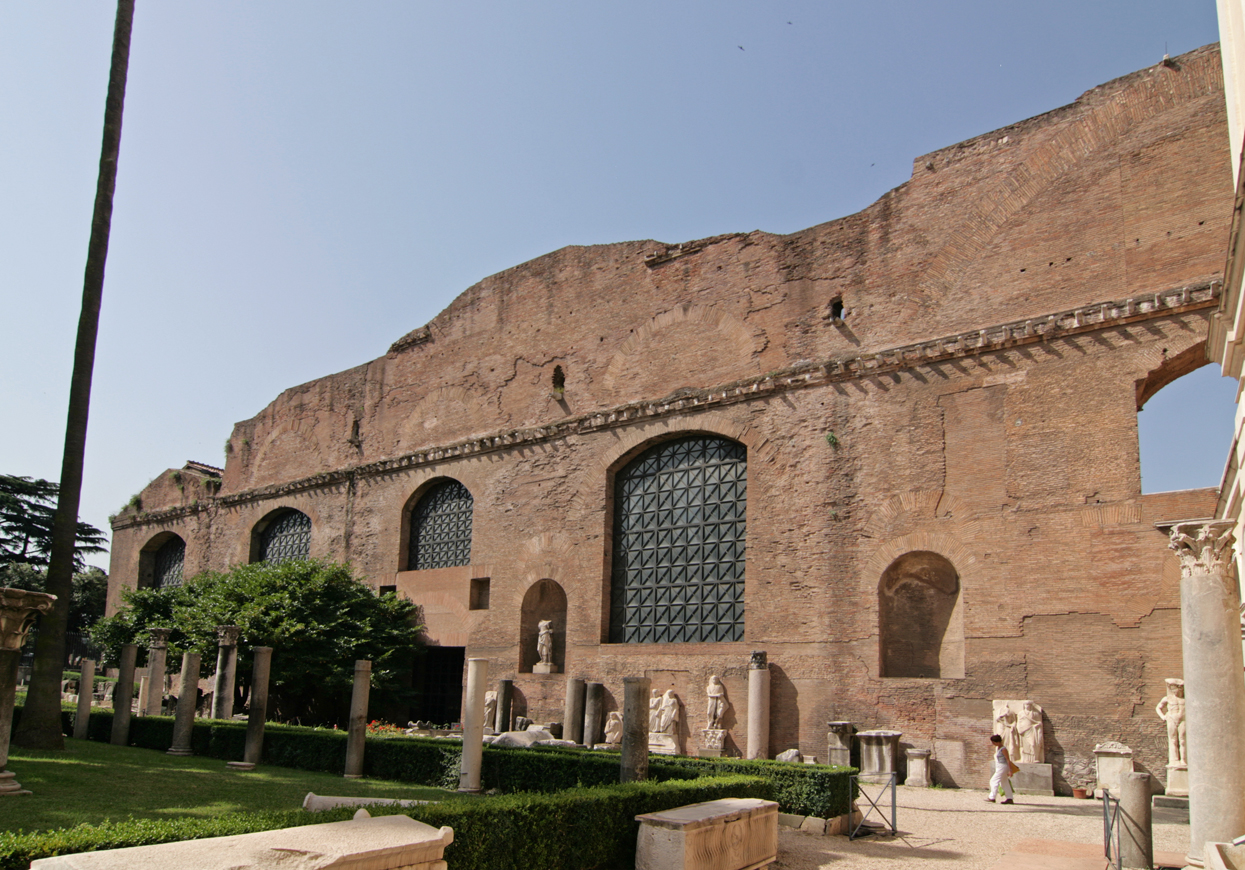
Les thermes de Dioclétien

## Sources

### Divers
- Site empereurs-romains.net, Vox Populi, « Les richissimes frères Domitius, ancêtres de Marc Aurèle, et leurs briqueteries ».